# Župnija Celje – Sveti Danijel
Župnija Celje – Sveti Danijel (nekdaj stolno-opatijska župnija Celje – Sveti Danijel), je rimskokatoliška teritorialna župnija v okviru dekanije Celje - Nova Cerkev, ki je del škofije Celje.
Župnijska in hkrati stolna cerkev je Stolnica svetega Danijela.
15. avgusta 1987 se je od stolne župnije izločila nova mestna župnija Sveti Duh.
Do 7. aprila 2006, ko je bila ustanovljena škofija Celje, je bila župnija del celjskega naddekanata škofije Maribor.
Do reorganizacije nadekanatov in dekanij Škofije Celje dne 1. septembra 2021, je bila župnija sestavni del Dekanije Celje.

### Antična doba
Že v prvih stoletjih se je v Celju oblikovala močna kršcanska skupnost. Po legendi naj bi v antični Celeii deloval duhovnik Oranius, ki je duhovno vzgajal kasnejšega škofa Norika, Maksimilijana Celjskega.

### Srednji vek
Leta 1229 pa se nato omenja prvi celjski župnik Rubertus plebanus.  
V naslednjih stoletjih se v takrat še mestni župniji zvrsti več župnikov, ki jim pomagajo kaplani, vikarji...  

### Nastanek opatije
Leta 1740 je papež Benedikt XIV. podelil naslov in pravice opata župniku pražupnije Šmartno pri Slovenj Gradcu dr. Jožefu Juriju Valentinu Schrökingerju pl. Nayembergu in vsem njegovim naslednikom. Njegov naslednik Martin Ferdinand Bartholotti pa je naziv prodal takratnemu celjskemu mestnemu župniku in savinjskemu  arhidiakonu Martinu Jožefu Sumplicherju, ki pa je prosil papeža Klemna XIII. naj prestavi sedež opatije iz Šmartnega pri Slovenj Gradcu v Celje. Njegova želja je bila uslišana, saj je 18. decembra 1761 papež prestavil sedež opatije. Tako se je na vse naslednje celjske župnike prenesel tudi naslov opata.

## Opatje
1. Martin Jožef Sumplicher: celjski župnik (1755 do 1761), arhidiakon, prvi opat (1761 do 1762)    
2. Martin Ferdinand Bartholotti (1763 do 1785)
3. Peter Anton Weisenhaus: zadnji savinjski arhidiakon, kasneje odstopil (1786 do 1799)
4. Frančišek (tudi Franc) Anton Hoblnik (1801 do 1829)             
5. Frančišek Ksaver Šneider (1829 do 1845)     
6. Anton Martin Slomšek: kasneje lavantinski škof (1846)                                                        
7. Matija Vodušek (1847 do 1872)               
8. Anton Vrečko (1873 do 1890) 
9. Franc Ogradi (1890 do 1921)               
10. Peter Jurak (1924 do 1944)
11. Peter Kovačič (1946 do 1966) 
12. Friderik Kolšek: prelat (1969 do 1997)       
13. Marjan Jezernik: zadnji celjski opat, ostane mu naziv (1998 do 2021)